# Alpe Manegra
L'alpe Manegra è situata nel comune di Oggebbio, nella Provincia del Verbano-Cusio-Ossola, a 883 metri s.l.m. di altitudine in un ampio pianoro, sulle rive del Lago Maggiore, prossimo alla cima della località Piancavallo.
L'alpeggio, in gran parte costituito da vecchie baite in pietra, risalenti ad epoche diverse (dal XV secolo), oggi in buona parte restaurate, è immerso in boschi di faggi, betulle e castagni e si affaccia su di una terrazza naturale con ampia veduta su tutto il lago Maggiore, dalla Lombardia, al Piemonte, alla vicina Svizzera. Le abitazioni perlopiù conservano la tipica struttura delle vecchie baite con tetti in pietra; accanto, negli anni, sono sorte abitazioni con caratteristiche più moderne.
L'alpe Manegra è raggiungibile dalla Strada Luigi Cadorna, dalla quale si diramano le prime abitazioni verso il bosco. Nelle vicinanze sono presenti la località denominata "Corte Ginestrolo" (antico borgo quasi del tutto restaurato, che conserva la struttura tipica ed il fascino dei vecchi abitati di montagna), la località "Luera", anch'essa sorta in epoche remote, oggi meta di escursionisti, e l'Alpe Casola, piccolo borgo in pietra, raggiungibile da una strada sterrata privata, con veduta mozzafiato sul lago Maggiore. Vi si trovano animali da pascolo, come asini, capre e pecore, ed animali selvatici, quali capriolo, cervo, volpe, tasso e scoiattolo.
Dall'Alpe Manegra partono numerosi sentieri naturalistici per gli amanti della natura e del trekking; in inverno è possibile ciaspolare sui panoramici sentieri presenti nella zona.